# Gerald J. Popek
Gerald John “Jerry” Popek (* 22. September 1946 in Passaic, New Jersey; † 20. Juli 2008 in Los Angeles, Kalifornien) war ein amerikanischer Informatiker, der für seine Forschungsarbeiten in den Bereichen Betriebssysteme und Virtualisierung bekannt ist.

## Leben
Gerald Popek schloss 1964 die Highschool als Jahrgangsbester an der Rutherford High School in Rutherford, New Jersey ab.
Danach absolvierte er ein Studium an der New York University und schloss 1968 mit dem Bachelor of Science im Fach Nuclear Engineering ab. 1970 beendete er ein weiteres Studium an der Harvard University mit dem Titel Master of Science in angewandter Mathematik. Ebenfalls in angewandter Mathematik absolvierte er an der Harvard University und der UCLA ein Promotionsstudium, das er 1973 mit dem PhD. in angewandter Mathematik abschloss. Er arbeitete danach weiter an der UCLA in den Bereichen Virtualisierung, Netzwerksicherheit, Betriebssysteme und Datenbanken. Schließlich wurde er zum Direktor des Center of Experimental Computer Science ernannt. Zwischen April 1981 und Juni 1983 arbeitete Popek im DARPA steering committee für BSD-Unix, das von Duane Adams von DARPA gegründet wurde, um das Systemdesign für die nächste BSD-Version zu steuern, auf dessen Basis schließlich das 4.2BSD Betriebssystem implementiert wurde. Weitere namhafte Mitglieder des Komitees waren Bob Fabry, Bill Joy und Sam Leffler von der UCB, Alan Nemeth und Rob Gurwitz von BBN, Dennis Ritchie von Bell Labs, Keith Lantz von der Stanford University, Rick Rashid von der Carnegie Mellon University, Bert Halstead vom MIT und Dan Lynch vom Information Sciences Institute (ISI).
Anfang der 80er Jahre arbeitet er außerdem an LOCUS, einem verteilten Betriebssystem, das eine frühe Implementierung der Single System Image-Idee darstellte. Um LOCUS auch zu einem kommerziellen Erfolg zu machen, gründete Popek 1982 die Locus Computing Corporation. Er selbst bekleidete die Rolle des Chief Technical Officers und CEO. 1995 wurde Locus durch Platinium Technology Inc. im Rahmen eines Aktienstauschs übernommen. Popek übernahm die Rolle des CTO bei Platinum.
1999 verließ er Platinium, um den Posten des CTO bei CarsDirect.com, der nach eigenem bekunden ersten Internet-Autofirma, zu übernehmen.
2000 verließ er CarsDirect.com, um bei NetZero die Rolle des CTO zu übernehmen. 2001 fusionierte Netzero mit dem Wettbewerber Juno Online Services und firmierte zu United Online Inc. um, wo er die Rolle des Executive Vice President und CTO übernahm.
Gerald Popek starb am 20. Juli 2008 im Alter von 61 Jahren in Los Angeles. Im Juni 2009 wurde ihm posthum der USENIX Lifetime Achievement Award verliehen.

## Leistungen
Gemeinsam mit Robert P. Goldberg schlug Popek die Virtualisierungsforderungen von Popek und Goldberg vor, die eine Menge von Bedingungen an eine Prozessorarchitektur formulieren, deren Erfüllung die effiziente Virtualisierung basierend auf dieser Architektur ermöglicht.
Darüber hinaus war Popek einer der wesentlichen Treiber für die Entwicklung verteilter Betriebssysteme und des „Transparenz“-Konzepts in diesem Zusammenhang. Im Juni 2009 wurde ihm dafür posthum der USENIX Lifetime Achievement Award verliehen.

## Bücher
- Gerald J. Popek, The LOCUS Distributed System Architecture. MIT Press, 2003. ISBN 978-0-262-51719-5.